# Hearts of Iron II
Hearts of Iron II (укр. Залізні серця II) — відеогра, глобальна стратегія, випущена на ПК на основі свого попередника. Сюжет гри захоплює період історії з 1 січня 1936 по 30 грудня 1947 (в доповненні «Doomsday» — до 1953 року, в доповненні «Armageddon» — до 1963) і дозволяє гравцеві взяти під контроль будь-яку з більш ніж 175 націй, розвивати її протягом багатьох років до, під час, і після Другої світової війни. Вона була розроблена компанією Paradox Interactive і випущена 4 січня 2005 року.
Наступна відеогра в серії, Hearts of Iron III, була випущена в серпні 2009 року.

## Ігровий процес
Hearts of Iron II — глобальна стратегія. Гравець може створювати піхотні підрозділи, літакові ескадрильї, і військові кораблі, об'єднувати їх в корпуси й армії. Гравець має можливість контролювати призначення командуючих військовими силами, а також контролює призначення окремих міністрів уряду і військового командування на ключові позиції Генерального штабу. Гравець також має більш широкі можливості для контролю глав держав і урядів, проте ця опція доступна тільки коли країна демократична, і проходить тільки через вибори, в яких гравець вибирає переможця. Технологічні дослідження також перебувають під контролем гравця. Все це відбувається в глобальному масштабі, з одночасною активністю гравця і взаємодією з країнами по всьому світу. Гра може бути зупинена у будь-який момент.

## Нації
У грі існує можливість вибору грати практично за будь-яку націю, залежно від періоду часу, за винятком деяких дуже маленьких держав, таких як Андорра, Монако, Ватикан (але в теці з грою є редактор сценаріїв, де можна зробити будь-яку країну доступну для гри). Також можливо почати гру за державу, яка отримає свою незалежність по ходу гри, проте доведеться чекати, поки це станеться і вона стане доступною. Однак, більшість малих країн не має достатньо промислових баз та необхідного рівня технічного розвитку, щоб досягти в ході гри будь-яких відчутних успіхів.

## Політика
Гравець може управляти зовнішньою і внутрішньою політикою, інформація з питань дипломатії розташована на дипломатичній сторінці. Гравець може організовувати перевороти, оголошувати війни, анексувати території та укладати союзи. Гравець також може змінити параметри внутрішньої політики своєї країни з допомогою повзунка, такі, як демократія — авторитаризм, вільний ринок — командна економіка, і так далі. Переміщення повзунків призведе до різних бонусів і штрафів, що відкривають свободу вибору стратегії.
На тій же сторінці гравець може призначати керівників і міністрів, з деякими винятками. Глави держави та глави уряду можуть бути змінені лише шляхом просування за допомогою повзунка лівих, правих чи націоналістичних партій, або за допомогою виборів та інших разових заходів.

## Ресурси
Особливістю Hearts of Iron II є дев'ять ресурсів, шість з яких є традиційними ресурсами, а три інші, промисловий потенціал, людські ресурси і пропускна здатність транспорту.
- Енергія, дефіцитна сировина (наприклад, гума), і метал, вироблені окремими провінціями й об'єднані разом в індустрію країни.
- Військові припаси, споживані збройними силами гравця.
- Нафта, споживається механізованою піхотою або танками, авіаційними частинами, військово-морськими підрозділами, а також піхотою з бригадами.
- Гроші, зібрані в рамках виробництва товарів народного споживання. Сума накопиченого також варіюється в залежності від типу і політики уряду. Гроші необхідні для виконання дипломатичних дій і для оплати дослідницьких груп.
- Людські ресурси, необхідні для набору і поповнення всіх збройних сил гравця. Одна одиниця людських ресурсів звичайно являє 1000 чоловік, тоді як нормальна піхотна дивізія з 10000 чоловіків вимагає десять одиниць людських ресурсів.
- Завод. Кожен завод в країні вносить свій внесок (одну одиницю) в промисловий потенціал (ПП). У цілому ряді підприємств відомий як база ПП. Ряд чинників, таких, як труднощі, міністерські призначення, технології та ресурси, наявних, може змінити це число, виробляючи додатковий ПП. Щоб функціонувати кожен фактичний ПП вимагає 2 одиниці енергії, одну одиницю металу і пів-одиниці дефіцитного сировини.
- Пропускна здатність транспорту (ПС) є абстрактним числом, яке представляє вантажні автомобілі, поїзди та річкові баржі, які використовуються для постачання збройних сил гравця паливом і швидкістю переміщення дивізій. ПС є прямою функцією ПП гравця; ПС становить 150 % його ПП. Перевищення цієї межі призводить до сильного уповільнення всіх дивізій.

## Війна
Найменша незалежна одиниця сухопутних військ — дивізія. Існує і менша одиниця — бригада (наприклад, інженерна або артилерійська), але вона не може діяти самостійно і повинна бути додана дивізії. У ВМФ мінімальна незалежна одиниця — судно, у ВПС — авіакрило (аналог дивізії).
Сухопутні дивізії включають в себе піхоту, кавалерію і танки. Сухопутні бригади містять в себе протитанкові гармати, артилерію (польова і реактивна), зенітні гармати, бронеавтомобілі, САУ, інженерні війська, військову поліцію, важкі танки.
На карті гравець може безпосередньо управляти дивізією або групою дивізій. Битва починається тоді, коли армія починає рухатися на територію, в якій є армія супротивника.
Провінції можуть бути укріплені для поліпшення бойових характеристик. Військова інфраструктура включає в себе радар і зенітні гармати. Багато зміцнення вже побудовані, такі, як лінія Мажино уздовж германо-французького кордону.
Повітряні авіакрил включають в себе бомбардувальники, штурмовики, винищувачі і транспортні літаки. Ці підрозділи можуть, залежно від типу, брати участь у тактичних або стратегічних завданнях.
Морські юніти містять в собі транспорти, авіаносці, броненосці, крейсери, есмінці і підводні човни. Кожен підрозділ має силу, швидкість і дальність.

## Цензура
Як і його попередник Hearts of Iron II, гра була заборонена в Китайській Народній Республіці через те, що в грі китайські провінції були зображенні частково незалежними. Ще був зображений прапор Тибету, який в КНР заборонений. Paradox відмовився від зниження історичної точності для Китаю.
Німеччина представлена з прапором Німецької імперії, який використовувався в Німеччині до 1935 року, а не прапор зі свастикою, як це було зроблено раніше в настільній грі Axis & Allies (закони в Німеччині забороняють використання свастики). Додатково в німецькій версії гри фотографії ведучих нацистських лідерів, таких як Гітлер, Герінг і Гіммлер були видалені, і згодом їх імена змінені, хоча це і не потрібно у відповідності з німецьким законодавством. Фотографії і прапори в грі можуть бути легко змінені користувачем.

## Доповнення
Всього було випущено три окремих доповнень до відеогри: Doomsday (4 квітня 2006), Armageddon (Квітень 2007), Iron Cross (7 жовтня 2010).